# Scarpellini (krater)
Scarpellini är en nedslagskrater med en diameter på 27 kilometer, på planeten Venus. Scarpellini har fått sitt namn efter den italienska astronomen Caterina Scarpellini.